# اکس زئوس
اکس‌زئوس (انگلیسی: Ex Zeus) یک بازی ویدئویی تیراندازی تک‌نفره برای سکو‌های آرکید، وی، پلی‌استیشن ۲، آی‌اواس، رایانه شخصی و اندروید می‌باشد که توسط هایپردوباکس ژاپن، اکتاپوس استودیو توسعه و هایپردوباکس ژاپن، کانسپایرسی اینترتینتمنت، ۵۰۵ گیمز، مترو۳دی نشر پیدا کرده است. اکس‌زئوس اولین بار در سال ۲۰۰۳ و در ژاپن منتشر شده است.